# Maicon Pereira Roque
Maicon Pereira Roque (San Paolo, 14 settembre 1988) è un calciatore brasiliano, difensore del Coritiba in prestito dal Vasco da Gama.
Anche i suoi fratelli Maurides e Muller sono calciatori.

## Carriera

### Club
Cresciuto nel Cruzeiro, nel 2009 viene ceduto metà del suo cartellino in possesso della squadra brasiliana per 1,1 milioni di euro alla squadra portoghese del Porto, che il 2 agosto 2010 lo ha acquistato per intero, facendolo rientrare nella trattativa che ha portato Ernesto Farías e un conguaglio di 1,1 milioni di euro al Cruzeiro. Il 18 maggio 2011 vince l'Europa League in finale contro i connazionali del Braga.
Il 14 febbraio 2016 torna in patria per giocare nel San Paolo in prestito. Il trasferimento diviene permanente il 28 giugno seguente.
Il 29 giugno 2017 è acquistato dal Galatasaray per 7 milioni di euro; firma un contratto quadriennale. Esordisce con la nuova maglia il 13 luglio seguente nell'andata del secondo turno di Europa League contro l'Östersund, che vince per 2-0 in Svezia. Il 19 agosto segna il primo gol con la maglia del club turco, nella partita vinta per 3-1 contro l'Ankaraspor.
Il 4 febbraio 2019 si trasferisce all'Al-Nassr in prestito oneroso sino al 30 giugno 2020.

## Statistiche

### Presenze e reti nei club
Statistiche aggiornate al 4 febbraio 2019.
| Stagione           | Squadra            | Campionato         | Campionato | Campionato | Coppe nazionali | Coppe nazionali | Coppe nazionali | Coppe continentali | Coppe continentali | Coppe continentali | Altre coppe | Altre coppe | Altre coppe | Totale | Totale |
| Stagione           | Squadra            | Comp               | Pres       | Reti       | Comp            | Pres            | Reti            | Comp               | Pres               | Reti               | Comp        | Pres        | Reti        | Pres   | Reti   |
| ------------------ | ------------------ | ------------------ | ---------- | ---------- | --------------- | --------------- | --------------- | ------------------ | ------------------ | ------------------ | ----------- | ----------- | ----------- | ------ | ------ |
| 2008-2009          | Nacional           | PL                 | 28         | 0          | CP+CdL          | 7+4             | 0               | -                  | -                  | -                  | -           | -           | -           | 39     | 0      |
| 2009-2010          | Porto              | PL                 | 4          | 1          | CP+CdL          | 3+4             | 0               | UCL                | 1                  | 0                  | SP          | -           | -           | 12     | 1      |
| 2010-2011          | Porto              | PL                 | 21         | 2          | CP+CdL          | 5+2             | 0               | UEL                | 8                  | 1                  | SP          | 1           | 0           | 37     | 3      |
| 2011-2012          | Porto              | PL                 | 20         | 3          | CP+CdL          | 2+3             | 0               | UCL+UEL            | 3+2                | 0                  | SP+SU       | 1+0         | 0           | 31     | 3      |
| 2012-2013          | Porto              | PL                 | 15         | 2          | CP+CdL          | 0+2             | 0               | UCL                | 4                  | 0                  | SP          | 1           | 0           | 22     | 2      |
| 2013-2014          | Porto              | PL                 | 16         | 1          | CP+CdL          | 2+4             | 0               | UCL+UEL            | 2+3                | 0                  | SP          | 0           | 0           | 27     | 1      |
| 2014-2015          | Porto              | PL                 | 26         | 0          | CP+CdL          | 1+1             | 0               | UCL                | 11                 | 0                  | -           | -           | -           | 39     | 0      |
| 2015-feb. 2016     | Porto              | PL                 | 14         | 2          | CP+CdL          | 2+3             | 0               | UCL                | 3                  | 1                  | -           | -           | -           | 22     | 3      |
| Totale Porto       | Totale Porto       | Totale Porto       | 116        | 11         |                 | 34              | 0               |                    | 37                 | 2                  |             | 3           | 0           | 190    | 13     |
| feb.-dic. 2016     | San Paolo          | A1/SP+A            | 0+32       | 2          | CB              | 0               | 0               | CL                 | 9                  | 1                  | -           | -           | -           | 41     | 3      |
| feb.-giu. 2017     | San Paolo          | A1/SP+A            | 10+7       | 1+0        | CB              | 1               | 0               | CS                 | 0                  | 0                  | -           | -           | -           | 18     | 1      |
| Totale San Paolo   | Totale San Paolo   | Totale San Paolo   | 10+39      | 1+2        |                 | 1               | 0               |                    | 9                  | 1                  |             | -           | -           | 59     | 4      |
| 2017-2018          | Galatasaray        | SL                 | 30         | 5          | CT              | 3               | 0               | UEL                | 2                  | 0                  | -           | -           | -           | 35     | 5      |
| 2018-gen. 2019     | Galatasaray        | SL                 | 15         | 1          | CT              | 2               | 0               | UCL                | 4                  | 0                  | SC          | 1           | 0           | 22     | 1      |
| Totale Galatasaray | Totale Galatasaray | Totale Galatasaray | 45         | 6          |                 | 5               | 0               |                    | 6                  | 0                  |             | 1           | 0           | 57     | 6      |
| gen.-giu. 2019     | Al-Nassr           | SPL                | 7          | 0          | KCC             | 0               | 0               | ACC + ACL          | 0+5                | 0                  | SSC         | 0           | 0           | 12     | 0      |
| 2019-2020          | Al-Nassr           | SPL                | 28         | 0          | KCC             | 1               | 0               | ACL                | 6                  | 0                  | SS          | 1           | 0           | 36     | 0      |
| 2020-2021          | Al-Nassr           | SPL                | 18         | 0          | KCC             | 1               | 0               | -                  | -                  | -                  | SS          | -           | -           | 19     | 0      |
| Titale Al Nassr    | Titale Al Nassr    | Titale Al Nassr    | 53         | 0          |                 | 2               | 0               |                    | 11                 | 0                  |             | 1           | 0           | 67     | 0      |
| Totale carriera    | Totale carriera    | Totale carriera    | 301        | 20         |                 | 54              | 0               |                    | 62                 | 3                  |             | 5           | 0           | 413    | 23     |

## Palmarès

### Competizioni nazionali
- Supercoppa di Portogallo: 5

Porto: 2009, 2010, 2011, 2012, 2013
- Coppa del Portogallo: 2

Porto: 2009-2010, 2010-2011
- Campionato portoghese: 3

Porto: 2010-2011, 2011-2012, 2012-2013
- Campionato turco: 1

Galatasaray: 2017-2018
- Campionato saudita: 1

Al Nassr: 2018-2019

### Competizioni internazionali
- UEFA Europa League: 1

Porto: 2010-2011